# Aliszer Sieitow
Aliszer Sieitow (ros. Алишер Сеитов; ur. 5 maja 1979 w Ałmaty) – kazachski skoczek do wody, olimpijczyk.
Uczestnik igrzysk olimpijskich w Sydney. Startował w skokach z trampoliny trzymetrowej, w których zajął 42. miejsce w stawce 49 zawodników.